# Parochlus steinenii
Parochlus steinenii är en tvåvingeart som först beskrevs av Gercke 1889. Den ingår i släktet Parochlus och familjen fjädermyggor. Den är en av endast två arter av tvåvingar (den andra är den vinglösa fjädermyggan Belgica antarctica) som förekommer naturligt i Antarktis.

## Beskrivning
Artens kroppsfärg är brun; hanen varierar från tegelfärgad till svartbrun, honan är ljusare. Antennerna har en tydlig hårplym. Mellankroppen är smal, med brunaktigt genomskinliga vingar som är smala hos hanen, bredare hos honan samt långa, smala ben. Bakkroppen är smal hos hanen, kraftigare hos honan. Mellankropp och bakkropp är täckta av inte alltför täta, långa, tunna hår. Kropplängden är ungefär 3 mm; honan är i regel något större än hanen.

## Utbredning
Utbredningsområdet omfattar nordvästra Antarktiska halvön, Sydshetlandsöarna samt utanför Antarktis Sydgeorgien, Eldslandet och sydligaste Anderna.

## Ekologi
De vuxna individerna är endast aktiva under sommaren då de förekommer nära färskvattensamlingar som sjöar, dammar och vattendrag. Larverna utvecklas i bottenslammet i samma typer av vattensamlingar. Larverna övervintrar under vattensamlingarnas istäcke. Vanligen kläcks ett stort antal samtidigt strax efter islossningen, och de fullbildade myggorna kan bilda stora svärmar över vattenytorna.
 Arten tenderar att öka, något som kopplas till den ökande medeltemperaturen i Antarktis.